# Imbrasia venus
Imbrasia venus är en fjärilsart som beskrevs av Hans Rebel 1905. Imbrasia venus ingår i släktet Imbrasia och familjen påfågelsspinnare. Inga underarter finns listade i Catalogue of Life.